# Plaza Pershing (Manhattan)

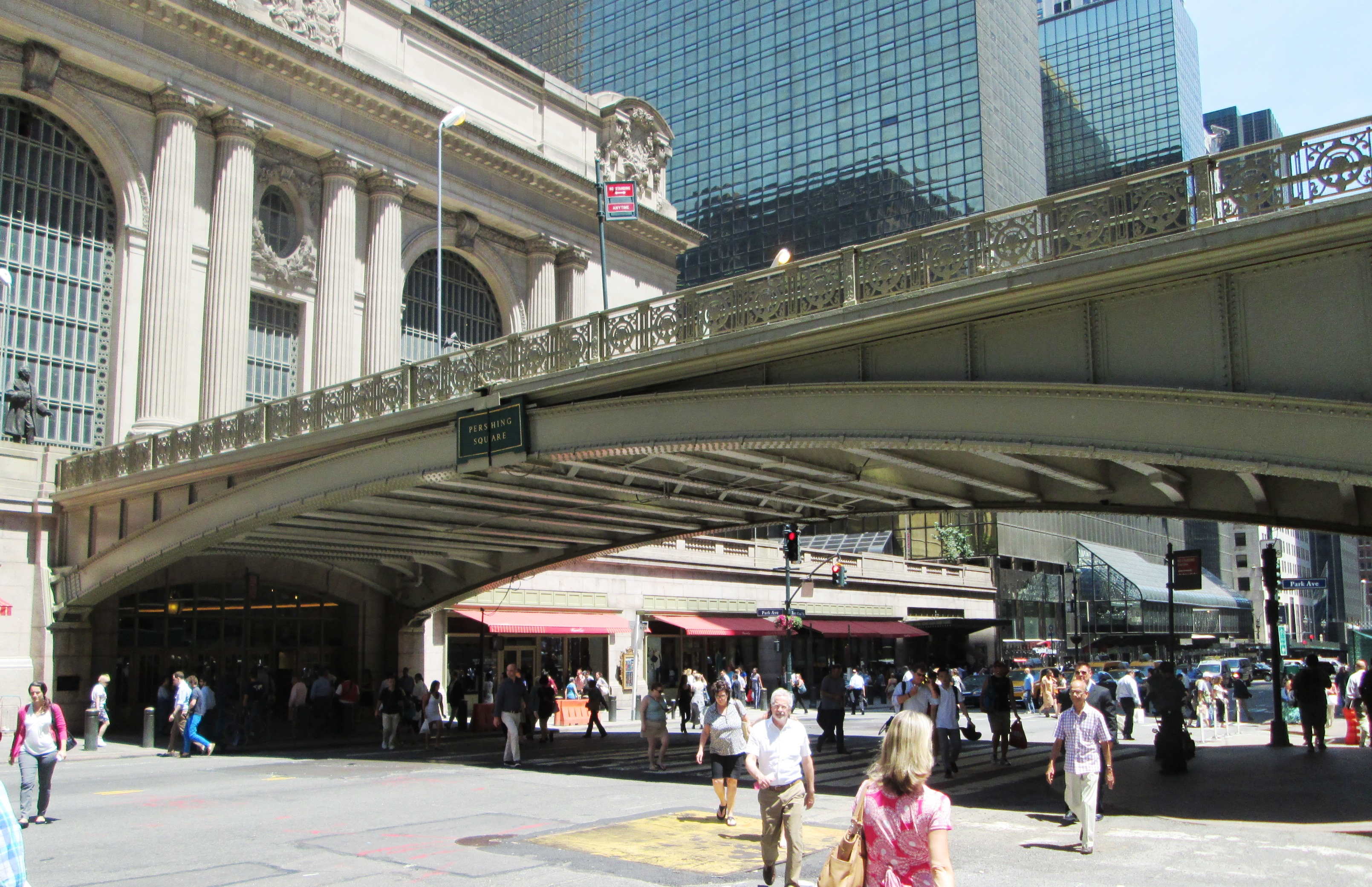
El Viaducto de Park Avenue sobre la calle 42, bajo el cual se encuentra Pershing Square; el letrero verde en el centro del puente dice "Pershing Square". Grand Central Terminal está al centro y a la izquierda.

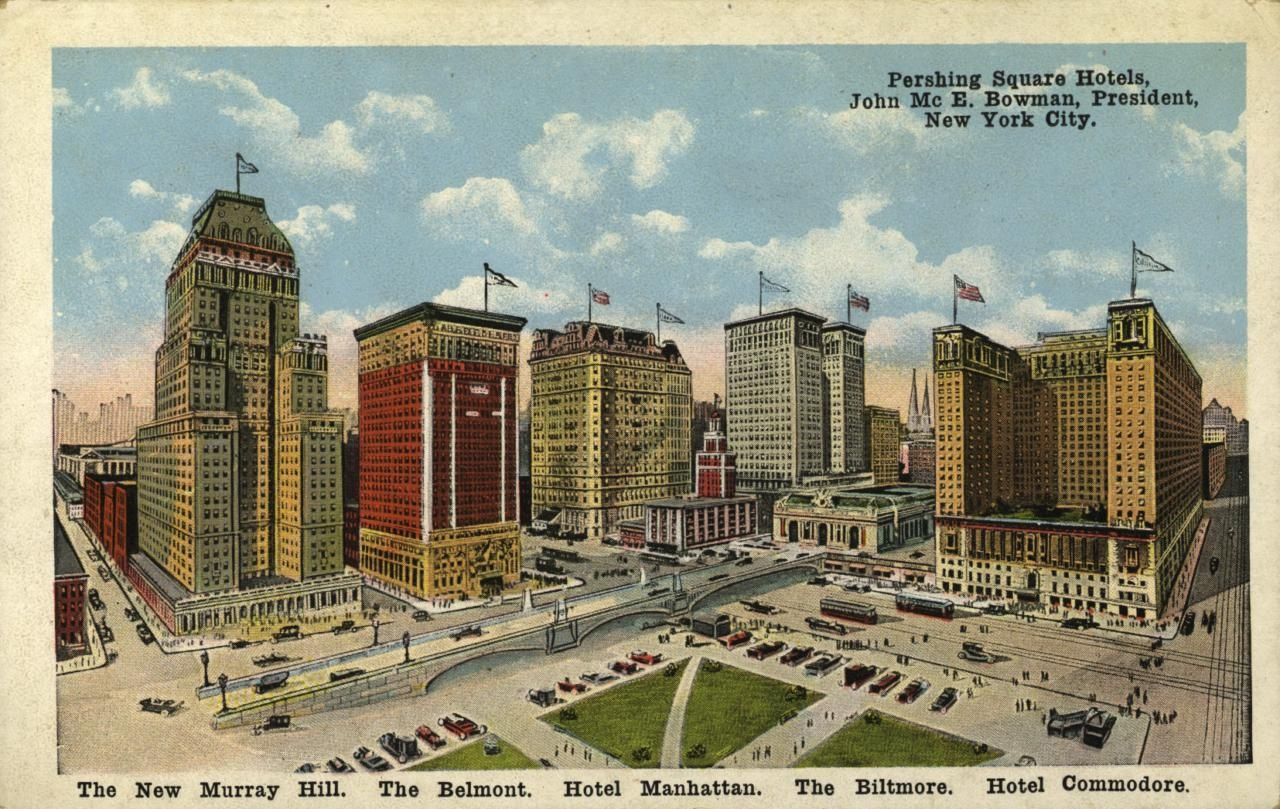
Pershing Square como fue originalmente propuesta en 1919, mostrando (de izquierda a derecha) una reubicación nunca construida para el Hotel Murray Hill, el Belmont Hotel, una reubicación nunca construida para el nuevo Hotel Manhattan, el New York Biltmore Hotel, Grand Central Terminal, y el and the Hotel Commodore.

La Plaza Pershing (en inglés, Pershing Square) es una plaza pública en el distrito de Manhattan de Nueva York (Estados Unidos). Se encuentra en el cruce de Park Avenue y la calle 42 frente al Grand Central Terminal. La pista principal de Park Avenue cruza sobre la calle 42 en el viaducto de Park Avenue, también conocido como el viaducto de Pershing Square Viaduct. Dos vías auxiliares, una al norte y otra al sur, conectan la calle 42 con la vía principal de Park Avenue a la altura de la calle 40. 
Pershing Square fue nombrada en honor a John J. Pershing en 1919. El nombre fue originalmente pensado para toda la manzana rodeada por Park Avenue, Lexington Avenue, la calle 41 y la calle 42. Tres edificios fueron finalmente construidos en la manzana en los años 1920: el Pershing Square Building, 110 East 42nd Street, y el Chanin Building. Ante ello, el nombre se aplicó a las vías auxiliares del viaducto de Park Avenue. Un centro de información turística debajo del viaducto, en Pershing Square, fue construido en 1939; luego fue reconfigurado para ser una tienda y luego un restaurante. Las vías auxiliares entre las calles 42 y 41 fueron convertidas en una plaza pedestre en el 2018. 

## Construcción
Originalmente se pensó que la plaza fuera un espacio abierto que ocupase toda la manzana entre las calles 41 y 42 y las avenidas Park y Lexington. Hasta 1885, la calle Steuben — nombrada en honor del general de la guerra de independenciaFriedrich Wilhelm von Steuben — corría digonalmente en la manzana. El Grand Union Hotel fue construido en la esquina noroeste de la manzana en 1883. La parte oriental de la manzana alojaba el Manhattan Storage Warehouse que fue construido en 1882. El hotel fue declarado en ruinas y expropiado en 1914, y demolido para la construcción de la estación Grand Central-Calle 42 del metro de Nueva York.
Poco tiempo después de la apertura del viaducto de Park Avenue en 1919, el área debajo del viaducto fue renombrada en honor a Pershing. Se propuso usar el espacio del antiguo Grand Union Hotel en una plaza abierta con un memorial de tres pisos llamado "Victory Hall". A esa idea se opuso Fiorello H. La Guardia, presidente del Consejo edil de la ciudad de Nueva York. La Comisión de Tránsido intentó vender el terreno en mayo de 1920 por $2.8 millones (equivalente a $27.5 millones en 2019), pero no hubo ningún postor.
En julio de 1920, un consorcio de bienes raíces encabezado por el inversor Henry Mandel compró el terreno. Mandel dio al Bowery Savings Bank la parte central de la manzana en la que se construiría un edificio de oficinas en el 110 East 42nd Street, culminado in 1923. En la parte occidental del terreno se construyó el Pershing Square Building, también completado en 1923. La parte oriental, que contenía el depósito albergó al Chanin Building, que abrió en 1929. El nombre "Pershing Square" entonces se terminó aplicando a las vías auxiliares del viaducto de Park Avenue entre las calles 40 a 42.

## Espacio del viaducto y cierre al tráfico
El espacio debajo del viaducto entre las calles 41 y 42 fue originalmente usado como una cochera del tranvía. En 1938, la ciudad anunció que se construiría un centro de información turística en ese espacio en previsión de la Feria Mundial de 1939. La ciudad, entonces, construyó una estructura de hierro y vidrio debajo del arco central del viaducto. La estructura, ubicada en el 90 East 42nd Street, abrió en diciembre de 1939 y fue inicialmente utilizada para proveer información turística. Durante la Segunda Guerra Mundial, el espacio fue usado por United Service Organizations, y después de la guerra, se convirtió en una oficina del New York Convention and Visitors Bureau. Para los años 1980 el edificio servía como una oficina de desempleo.
En 1989, el Grand Central Partnership propuso cambiar el uso de ese espacio, en ese momento una tienda de descuentos, a un restaurante. Pershing Square también sería cerrada al tráfico entre las calles 41 y 42. En ese momento, el espacio era ocupado por la tienda de descuento North Pole Stores, que se mudó en 1992. El Grand Central Partnership decidió seguir adelante con el proyecto del restaurante en 1993. Sin embargo, el proyecto tuvo dificultados debido a que la Manhattan Community Board 5 se opuso al plan de la asocaición para cerrar la cuadra adyacente a Park Avenue, y la ciudad pidió que el proyecto siga un largo procedimiento de zonificación denominado el Uniform Land Use Review Procedure. La community board se opuso al cierre de las calles porque, entre la Séptima Avenida y la Segunda Avenida, la única oportunidad de doblar a la derecha viniendo desde el este por la calle 42 era en Park Avenue.
En 1995, la ciudad y el Grand Central Partnership presentaron planes para restaurar el espacio a un costo de dos millones de dólares, luego alquilarlo como un restaurante. El Pershing Square Cafe firmó un alquilaer por ese espacio en 1997. El dueño del renovado espacio, Michael O'Keeffe, puso mucha atención en la renovación del espacio que el costo del proyecto se incrementó a $5 millones y la fecha de apertura del café fue pospuesta varios meses. Los detalles en el café incluyen tornillos de una ranura, los únicos disponibles cuando el viaducto se construyó, sillas y cables eléctricos importados de París y un dibujo de pintura hecho a mano. La entrada al café fue ubicada en la calle 42 mientras que la cocina se ubicó cerca a la calle 41. The service roads between 41st and 42nd streets remained open to traffic until 2018 when they were converted into a pedestrian public plaza.